# Julius Weber (Unternehmer)

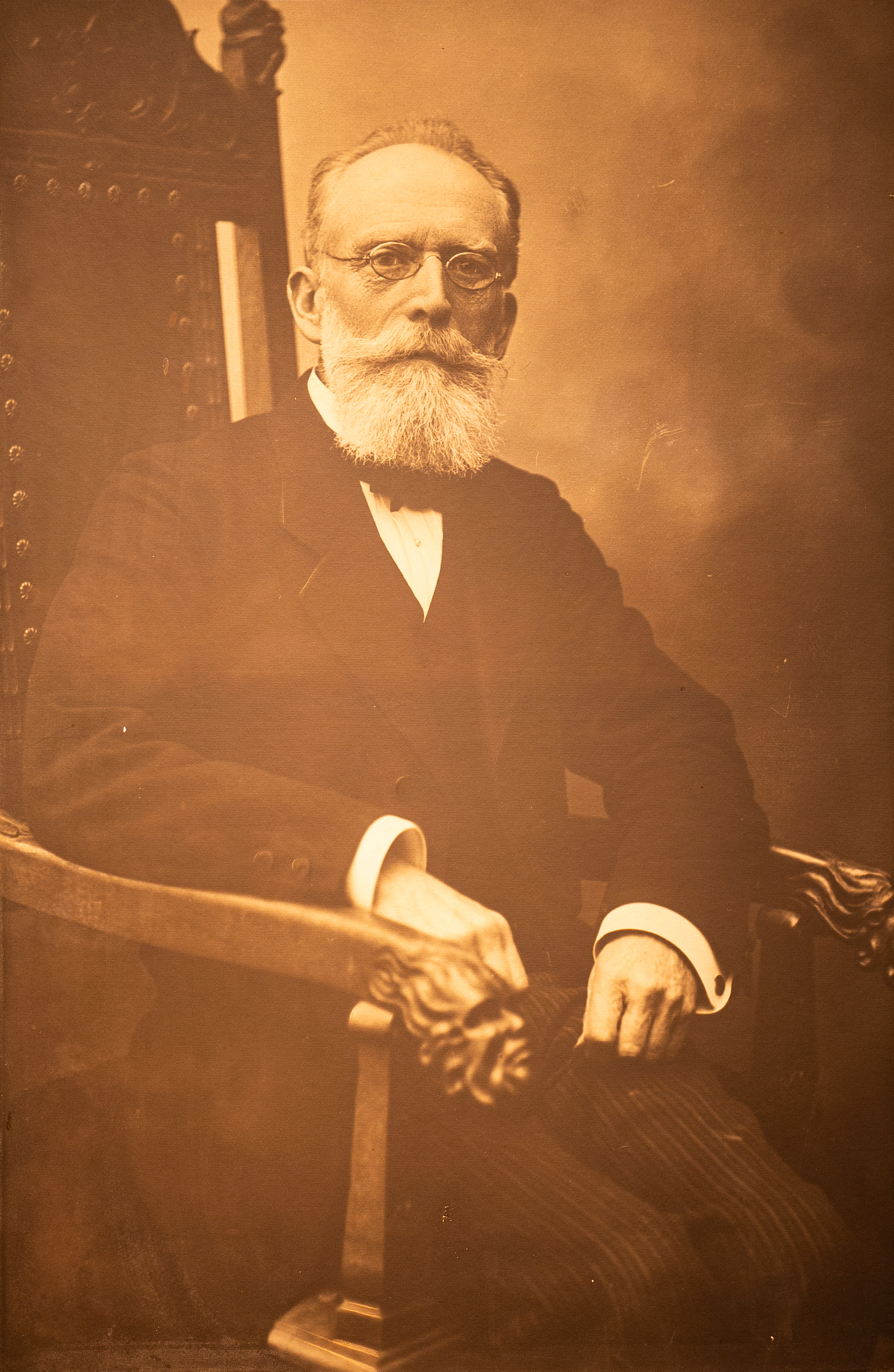
Julius Weber, Porträtaufnahme um 1900

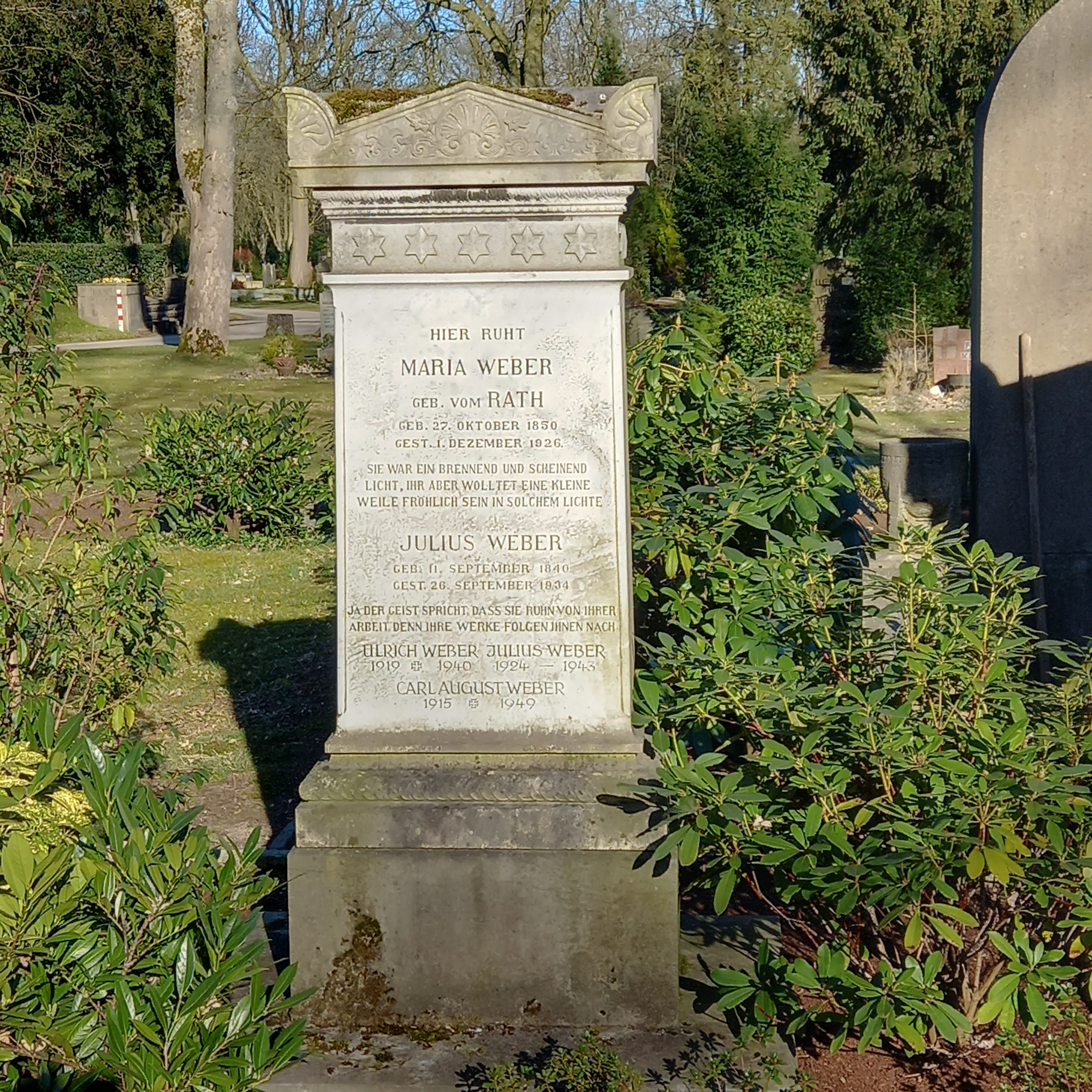
Das Grab von Julius Weber und seiner Ehefrau Maria geborene vom Rath auf dem Alten Friedhof in Duisburg

Julius Weber (* 11. September 1840 in Duisburg; † 26. September 1934 in Glücksburg) war ein deutscher Unternehmer und Kommunalpolitiker. 

## Leben
Der Sohn von Karl August Weber absolvierte eine kaufmännische Ausbildung und arbeitete anfangs in der Textilindustrie. Hierzu wurde Julius Weber durch einen Aufenthalt in England inspiriert, bei dem er Eindrücke vom Webereiwesen gesammelt hatte. 1867 war er Teilhaber einer Duisburger Buntweberei. 1870 wechselte er in die Leitung des von seinem Vater mitbegründeten Chemieunternehmens Matthes & Weber, wo er die Sodafabrik ausbaute. Er war außerdem 1876 Mitbegründer und bis 1918 Leiter der Duisburger Kupferhütte.
Weber gehörte 40 Jahre der Handelskammer Duisburg-Ruhrort als Vollversammlungsmitglied an, neun Jahre davon als Vorsitzender (1910–1919). Von 1892 bis 1919 war er außerdem Mitglied der Duisburger Stadtverordnetenversammlung. Zudem zählte er zu den Gründern des Vereins zur Wahrung der Interessen der chemischen Industrie Deutschlands und war ab 1918 dessen stellvertretender Vorsitzender.
1928 wurde ihm die Ehrenbürgerwürde der Stadt Duisburg verliehen und 1939 wurde ebenda eine Straße nach ihm benannt.